# Konstantin Pavlovitj af Rusland
Konstantin Pavlovitj (russisk: Константи́н Па́влович; tr. Konstantin Pavlovitj; født 8. maj 1779, død 27. juni 1831) var en russisk storfyrste, der var den næstældste søn af kejser Paul 1. af Rusland. Han tilhørte huset Holsten-Gottorp-Romanov.

## Opvækst og karriere
Konstantin blev født i Tsarskoje Selo nær Sankt Petersborg. Han modtog en militær uddannelse og deltog i flere felttog under sin far og senere sin storebror, Aleksandr. Han var kendt for sin strenge disciplin og militære dygtighed. I 1814 blev han generalguvernør i Polen og øverstkommanderende for den polske hær.

## Tronfølge og afståelse
Konstantin var oprindeligt tronfølger efter Alexander 1., men han havde et stormfuldt privatliv og afstod i hemmelighed sin arveret i 1823 til fordel for sin yngre bror, Nikolaj. Grunden til afståelsen var delvist hans to morganatiske ægteskaber, som ikke ville have tilladt ham at blive zar, og delvist hans modvilje mod at påtage sig ansvaret som hersker.

## Senere liv og død
Efter at have afstået sin arveret trak Konstantin sig tilbage fra politik og bosatte sig i Warszawa. Han døde i 1831 af kolera under en koleraepidemi.

## Betydning
Konstantin Pavlovitjs afståelse af tronen havde stor betydning for Ruslands historie. Det bidrog til at undgå en potentiel magtkamp efter Alexander 1.'s død og banede vejen for Nikolaj 1.s herredømme.

## Familie
Konstantin var gift to gange, begge morganatiske ægteskaber. Han havde flere børn, men ingen af dem havde arveret til den russiske trone.